# Strażnica KOP „Puhajnia”
Strażnica KOP „Puhajnia” – zasadnicza jednostka organizacyjna Korpusu Ochrony Pogranicza pełniąca służbę ochronną na granicy polsko-litewskiej.

## Formowanie i zmiany organizacyjne
W 1926, w składzie 6 Brygady Ochrony Pogranicza, został sformowany 22 batalion graniczny. W 1928 w skład batalionu wchodziło 10 strażnic. W 1928 i 1929 strażnica znajdowała się w strukturze 2 kompanii KOP „Rykonty”. W 1932 strażnica została przeniesiona do Zawiasów. Strażnica liczyła około 18 żołnierzy i rozmieszczona była przy linii granicznej z zadaniem bezpośredniej ochrony granicy państwowej.

## Służba graniczna
Podstawową jednostką taktyczną Korpusu Ochrony Pogranicza przeznaczoną do pełnienia służby ochronnej był batalion graniczny. Odcinek batalionu dzielił się na pododcinki kompanii, a te z kolei na pododcinki strażnic, które były „zasadniczymi jednostkami pełniącymi służbę ochronną”, w sile półplutonu. Służba ochronna pełniona była systemem zmiennym, polegającym na stałym patrolowaniu strefy nadgranicznej, wystawianiu posterunków alarmowych, obserwacyjnych i kontrolnych stałych, patrolowaniu i organizowaniu zasadzek w miejscach rozpoznanych jako niebezpieczne, kontrolowaniu dokumentów i zatrzymywaniu osób podejrzanych, a także utrzymywaniu ścisłej łączności między oddziałami i władzami administracyjnymi. Strażnice KOP stanowiły pierwszy rzut ugrupowania kordonowego Korpusu Ochrony Pogranicza.
Sąsiednie strażnice:
- strażnica KOP „Łoździany” ⇔ strażnica KOP „Surmańce” – 1928[2], 1929[3]